# Корсар (поема)
„Корсар“ (на английски: The Corsair) е поема на английския поет Джордж Байрон, издадена през 1814 година.
Тя описва в романтичен дух премеждията на враждебен към обществото пират в Средиземно море, който напада остров, владян от османски паша, пленен е, но успява да избяга. Поемата има голям успех веднага след публикуването си, като още през първия ден са продадени десет хиляди копия.
Поемата „Корсар“ става литературна основа на операта „Корсар“ от Джузепе Верди и балета „Корсар“ от Адолф Адам.